# Piastra

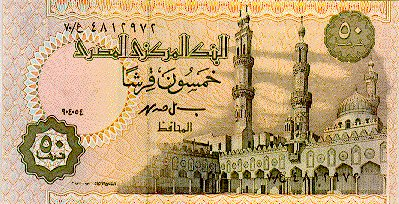
Bitllet egipci de 50 piastres

La piastra (del francès piastre) fou la unitat monetària de l'antiga Indoxina Francesa (les actuals Vietnam, Cambodja i Laos).
Avui dia és encara la moneda fraccionària de la lliura egípcia, la lliura síria, la lliura sudanesa i el dinar jordà, amb el nom de قرش qirsh (en plural قروش qurūsh) en àrab. En teoria, també existeix al Líban, com a subdivisió de la lliura libanesa, tot i que a causa de la inflació la fracció ja no s'utilitza. També el kuruş, la moneda fraccionària tradicional de la lira turca, és conegut normalment com a piastra.
Amb la denominació francesa de piastre també es designen popularment els dòlars canadencs al Quebec i a les regions francoparlants de l'Acàdia canadenca. L'ús deriva de l'antic dòlar de plata nord-americà anomenat també així.